# Grant Jennings
Pour les articles homonymes, voir Jennings.
Grant Jennings (né le 5 mai 1965 à Hudson Bay dans la Saskatchewan au Canada) est un joueur professionnel de hockey sur glace. Il joua défenseur dans la Ligue nationale de hockey, la ligue internationale de hockey, la Ligue américaine de hockey et, en junior, dans la Ligue de hockey de l'Ouest en Amérique du Nord.

## Carrière de joueur
Il signe son entrée dans la LNH en 1985 en étant recruté par les Capitals de Washington en tant qu'agent libre. Cela faisait trois ans qu'il jouait au hockey dont deux saisons dans la LHOu (pour les Blades de Saskatoon). Il ne commencera réellement à jouer dans la LNH qu'en 1988 (il aura joué auparavant un match en séries pour les Capitals en 1987).
Au cours de sa carrière LNH il portera les couleurs des Capitals, des Whalers de Hartford, des Penguins de Pittsburgh, des Maple Leafs de Toronto et des Sabres de Buffalo.
Il gagne à deux reprises la Coupe Stanley de la Ligue nationale de hockey avec les Penguins de Pittsburgh en 1991 et 1992.

## Statistiques
Pour les significations des abréviations, voir Statistiques du hockey sur glace.
| Saison     | Équipe                 | Ligue      |     | Saison régulière | Saison régulière | Saison régulière | Saison régulière | Saison régulière |   | Séries éliminatoires | Séries éliminatoires | Séries éliminatoires | Séries éliminatoires | Séries éliminatoires |
| Saison     | Équipe                 | Ligue      | PJ  | B                | A                | Pts              | Pun              | PJ               | B | A                    | Pts                  | Pun                  |                      |                      |
| 1982-1983  | Broncos de Humboldt    | SJHL       |     |                  |                  |                  |                  |                  |   |                      |                      |                      |                      |                      |
| 1983-1984  | Blades de Saskatoon    | LHOu       | 64  | 5                | 13               | 18               | 102              | -                | - | -                    | -                    | -                    |                      |                      |
| 1984-1985  | Blades de Saskatoon    | LHOu       | 47  | 10               | 24               | 34               | 134              | 2                | 1 | 0                    | 1                    | 12                   |                      |                      |
| 1985-1986  | Whalers de Binghamton  | LAH        | 51  | 0                | 4                | 4                | 109              | -                | - | -                    | -                    | -                    |                      |                      |
| 1986-1987  | Komets de Fort Wayne   | LIH        | 3   | 0                | 0                | 0                | 0                | -                | - | -                    | -                    | -                    |                      |                      |
| 1986-1987  | Whalers de Binghamton  | LAH        | 47  | 1                | 5                | 6                | 125              | 13               | 0 | 2                    | 2                    | 17                   |                      |                      |
| 1987-1988  | Whalers de Binghamton  | LAH        | 56  | 2                | 12               | 14               | 195              | 3                | 1 | 0                    | 1                    | 15                   |                      |                      |
| 1987-1988  | Capitals de Washington | LNH        | -   | -                | -                | -                | -                | 1                | 0 | 0                    | 0                    | 0                    |                      |                      |
| 1988-1989  | Whalers de Binghamton  | LAH        | 2   | 0                | 0                | 0                | 2                | -                | - | -                    | -                    | -                    |                      |                      |
| 1988-1989  | Whalers de Hartford    | LNH        | 55  | 3                | 10               | 13               | 159              | 4                | 1 | 0                    | 1                    | 17                   |                      |                      |
| 1989-1990  | Whalers de Hartford    | LNH        | 64  | 3                | 6                | 9                | 171              | 7                | 0 | 0                    | 0                    | 17                   |                      |                      |
| 1990-1991  | Whalers de Hartford    | LNH        | 44  | 1                | 4                | 5                | 82               | -                | - | -                    | -                    | -                    |                      |                      |
| 1990-1991  | Penguins de Pittsburgh | LNH        | 13  | 1                | 3                | 4                | 26               | 13               | 1 | 1                    | 2                    | 16                   |                      |                      |
| 1991-1992  | Penguins de Pittsburgh | LNH        | 53  | 4                | 5                | 9                | 104              | 10               | 0 | 0                    | 0                    | 12                   |                      |                      |
| 1992-1993  | Penguins de Pittsburgh | LNH        | 58  | 0                | 5                | 5                | 65               | 12               | 0 | 0                    | 0                    | 8                    |                      |                      |
| 1993-1994  | Penguins de Pittsburgh | LNH        | 61  | 2                | 4                | 6                | 126              | 3                | 0 | 0                    | 0                    | 2                    |                      |                      |
| 1994-1995  | Penguins de Pittsburgh | LNH        | 25  | 0                | 4                | 4                | 36               | -                | - | -                    | -                    | -                    |                      |                      |
| 1994-1995  | Maple Leafs de Toronto | LNH        | 10  | 0                | 2                | 2                | 7                | 4                | 0 | 0                    | 0                    | 0                    |                      |                      |
| 1995-1996  | Americans de Rochester | LAH        | 9   | 0                | 1                | 1                | 28               | -                | - | -                    | -                    | -                    |                      |                      |
| 1995-1996  | Sabres de Buffalo      | LNH        | 6   | 0                | 0                | 0                | 28               | -                | - | -                    | -                    | -                    |                      |                      |
| 1995-1996  | Knights d'Atlanta      | LIH        | 3   | 0                | 0                | 0                | 19               | 3                | 0 | 0                    | 0                    | 20                   |                      |                      |
| 1996-1997  | Rafales de Québec      | LIH        | 42  | 2                | 10               | 12               | 79               | -                | - | -                    | -                    | -                    |                      |                      |
| 1997-1998  | Dragons de San Antonio | LIH        | 44  | 1                | 4                | 5                | 116              | -                | - | -                    | -                    | -                    |                      |                      |
| Totaux LNH | Totaux LNH             | Totaux LNH | 389 | 14               | 43               | 57               | 804              | 54               | 2 | 1                    | 3                    | 72                   |                      |                      |